# Étival
Étival is een gemeente in het Franse departement Jura (regio Bourgogne-Franche-Comté) en telt 298 inwoners (2004). De plaats maakt deel uit van het arrondissement Saint-Claude.

## Geografie
De oppervlakte van Étival bedraagt 14,0 km², de bevolkingsdichtheid is 21,3 inwoners per km².
In de gemeente ligt het meer van Étival dat is ontstaan tijdens de ijstijden.

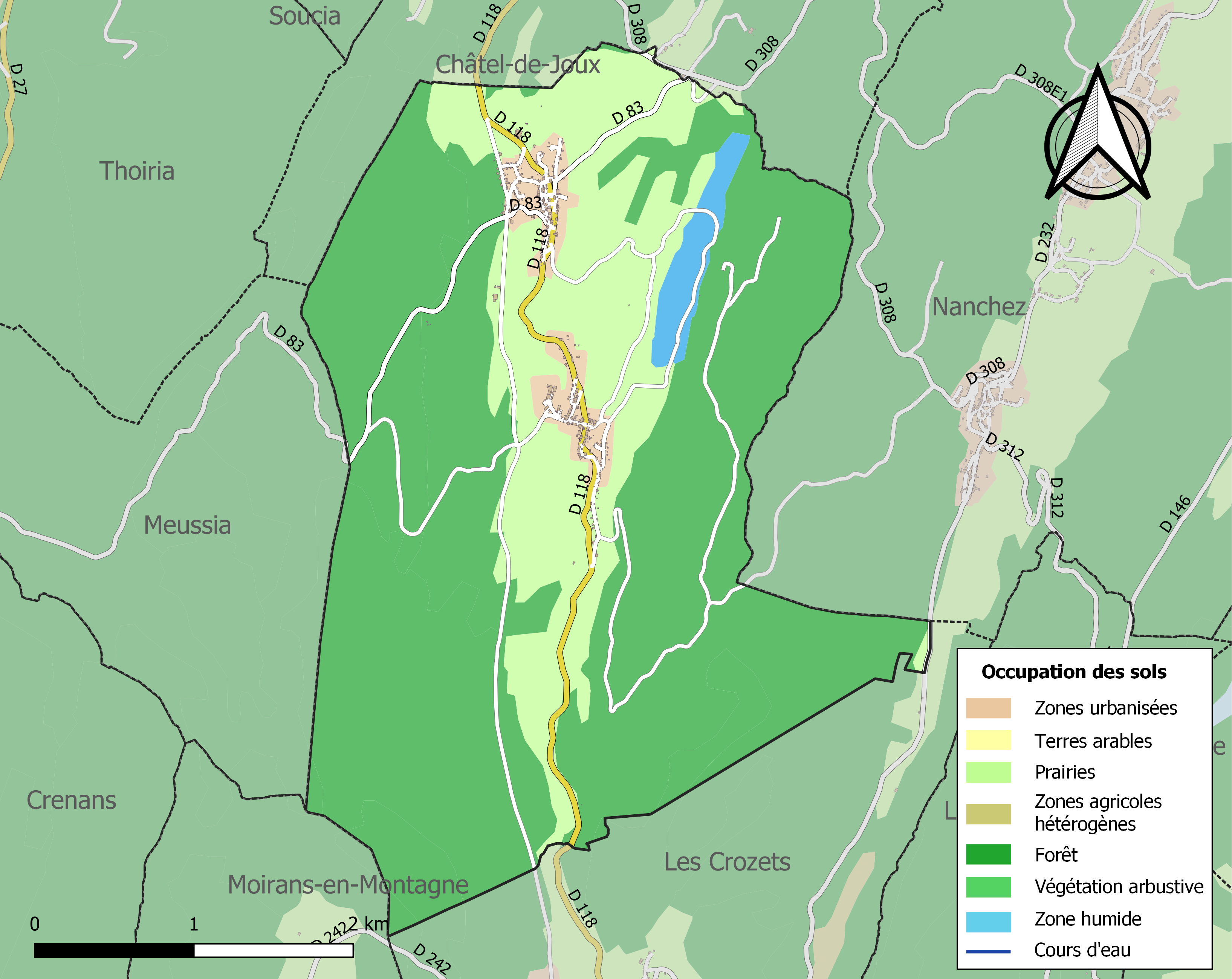
Kaart van de gemeente met de belangrijkste infrastructuur, bodemgebruik en omliggende gemeenten

## Demografie
Onderstaande figuur toont het verloop van het inwonertal (bron: INSEE-tellingen).